# Reizō Fukuhara
Reizō Fukuhara (jap. 福原黎三 Fukuhara Reizō; ur. 2 kwietnia 1931 w Hiroszimie, zm. 27 lutego 1970) – japoński piłkarz, reprezentant kraju.

## Kariera reprezentacyjna
W reprezentacji Japonii zadebiutował w 1955. W sumie w reprezentacji wystąpił w 2 spotkaniach.

## Statystyki
| Reprezentacja Japonii | Reprezentacja Japonii | Reprezentacja Japonii |
| Rok                   | Mecze                 | Gole                  |
| --------------------- | --------------------- | --------------------- |
| 1955                  | 2                     | 0                     |
| Razem                 | 2                     | 0                     |